# Азиния Полионис
Вижте пояснителната страница за други личности с името Азиния.
Азиния Полионис (на латински: Asinia Pollionis) е римлянка от род Азинии – Полиони.
Дъщеря е на Гай Азиний Полион (консул 40 пр.н.е.) и Квинкция, дъщеря на Луций Квинкций, който е екзекутиран през 43 пр.н.е. Баща ѝ е оратор, поет, историк и приятел с Юлий Цезар, поета Катул и Октавиан Август. Сестра е на Гай Азиний Гал Салонин (консул 8 пр.н.е.), който се жени през 11 пр.н.е. за Випсания Агрипина, бившата жена на император Тиберий и има с нея шест деца.
Омъжва се за Марк Клавдий Марцел Езернин, консул 22 пр.н.е. и има син Марк Клавдий Марцел Езернин Младши (претор 19 г.).